# Kulminace
Jako kulminace nebo vrcholení se v astronomii označuje okamžik, kdy je nebeské těleso nebo umělá družice nejblíže zenitu (horní kulminace) nebo nejdále od něho (dolní kulminace). U hvězd kulminace souhlasí s jejich průchodem místním poledníkem. Kulminace Slunce je sluneční poledne.
Zprůměrováním výšek cirkumpoleárních hvězdy (kroužících stále nad obzorem) při horní a dolní kulminaci vyjde přesná výška severního nebeského pólu. Tento postup se dříve používal pro přesné stanovení zeměpisné šířky pozorovatele[zdroj?] (rovná se vypočtené výšce severního nebeského pólu).
Při kulminaci hvězdy se její hodinový úhel rovná nule, její rektascenze se pak rovná hvězdnému času. Kulminuje-li nebeské těleso o půlnoci místního času, je v opozici se Sluncem. Přesný okamžik kulminace hvězdy lze díky současnosti s průchodem místním poledníkem měřit pomocí pasážníku.